# Paulina Czajka
Paulina Czajka (zm. 1983) – polska „Sprawiedliwa wśród Narodów Świata”.

## Życiorys
W trakcie II wojny światowej zamieszkiwała w Chodaczkowie Małym (województwo Tarnopolskie). Gdy w lipcu 1941 r. po wkroczeniu do miejscowości oddziałów niemieckich miejscowi Ukraińcy rozpoczęli antyżydowskie rozruchy, Czajka przygarnęła do siebie Żydów Szlomo i Abrama Melcerów. Przez dwa tygodnie mieszkali na strychu jej mieszkania otrzymując od właścicielki wszystkiego co potrzebowali do przeżycia. W 1943 r. ponownie przygarnęła Szlomę, który uciekł z niemieckiego transportu. Załatwiła mu fałszywą tożsamość, podając że jest bezdomnym Ukraińcem. Dzięki temu przetrwał II wojnę światową. 
8 września 1993 r. Instytut Jad Waszem uhonorował Paulinę Czajkę medalem „Sprawiedliwy wśród Narodów Świata”.